# Mithun Chakraborty
Mithun Chakraborty (bengalski: মিঠুন চক্রবর্তী, hindi: मिथुन चक्रवर्ती) (ur. jako Gouranga Chakraborty 16 czerwca 1950 w Kolkacie) – wykształcony w Kalkucie (Scottish Church College – mgr chemii i w Film and Television Institute of India) – indyjski aktor i działacz społeczny nagrodzony National Film Award za role w filmach: Jallad, Agneepath, Mrigaaya, Tahader Katha, czy Swami Vivekananda. W latach 80. jeden z najpopularniejszych aktorów bollywoodzkich i bengalskich (wystąpił w ponad 200 filmach słynąc jako dancing star). Jest właścicielem sieci hoteli nazywanych Monarch Hotels.
W młodości należał do naksalitów. Wstrząśnięty śmiercią brata opuścił naksalitów, narażając swoje życie (przynależność do nich wykluczała opuszczenie ich szeregów).
Żonaty z indyjską aktorką Yogita Bali. Ma czterech synów i dwie córki. Najstarszy z synów Mimoh Chakraborty zadebiutował w filmie w 2007 roku.
Chakraborty od 1986 do 1987 związany był z bollywoodzką aktorką Sridevi.

## Filmografia
- Mrigayaa (1976) – Ghinua
- Do Anjaane (1976) – Ghanti
- Surakshaa (1979) – Gunmaster
- Tarana (1979)
- Hum Paanch (1980) – Bhima
- Shaukeen (1981) – Ravi Anand
- Taqdeer (1983) – Vikram
- Mujhe Insaaf Chahiye (1983)
- Disco Dancer (1983) – Anil
- Ghulami (1985)
- Dance Dance (1987) – Ramu
- Pyaar Ka Mandir (1988) – Vijay
- Jeete Hain Shaan Se (1988) – Johnny
- Agneepath (1990) – Krishnan Iyer
- Dil Aashna Hai (1992) – Sunil
- Jallaad (1995) – Amavas
- Loha (1997) – Arjun
- Gunda (1998) – Shankar
- Commando (1998)
- Titli (2002) – Rohit Roy
- Elaan (2005) – Baba Sikandar
- Lucky: No Time for Love (2005) – Das Kapoor
- Chingaari (2006) – Bhuvan Panda
- Dil Diya Hai (2006)
- Guru (2007) – Manikdas Gupta
- Om Shanti Om (2007) – gościnnie w piosence Deewangi Deewangi
- Hason Raja (2007) – Ruhul Amin
- My Name is Anthony Gonsalves (2008)
- Heroes (2008)
- Kick (2014) – Vidvan Singh